# Mleczaj brązowy

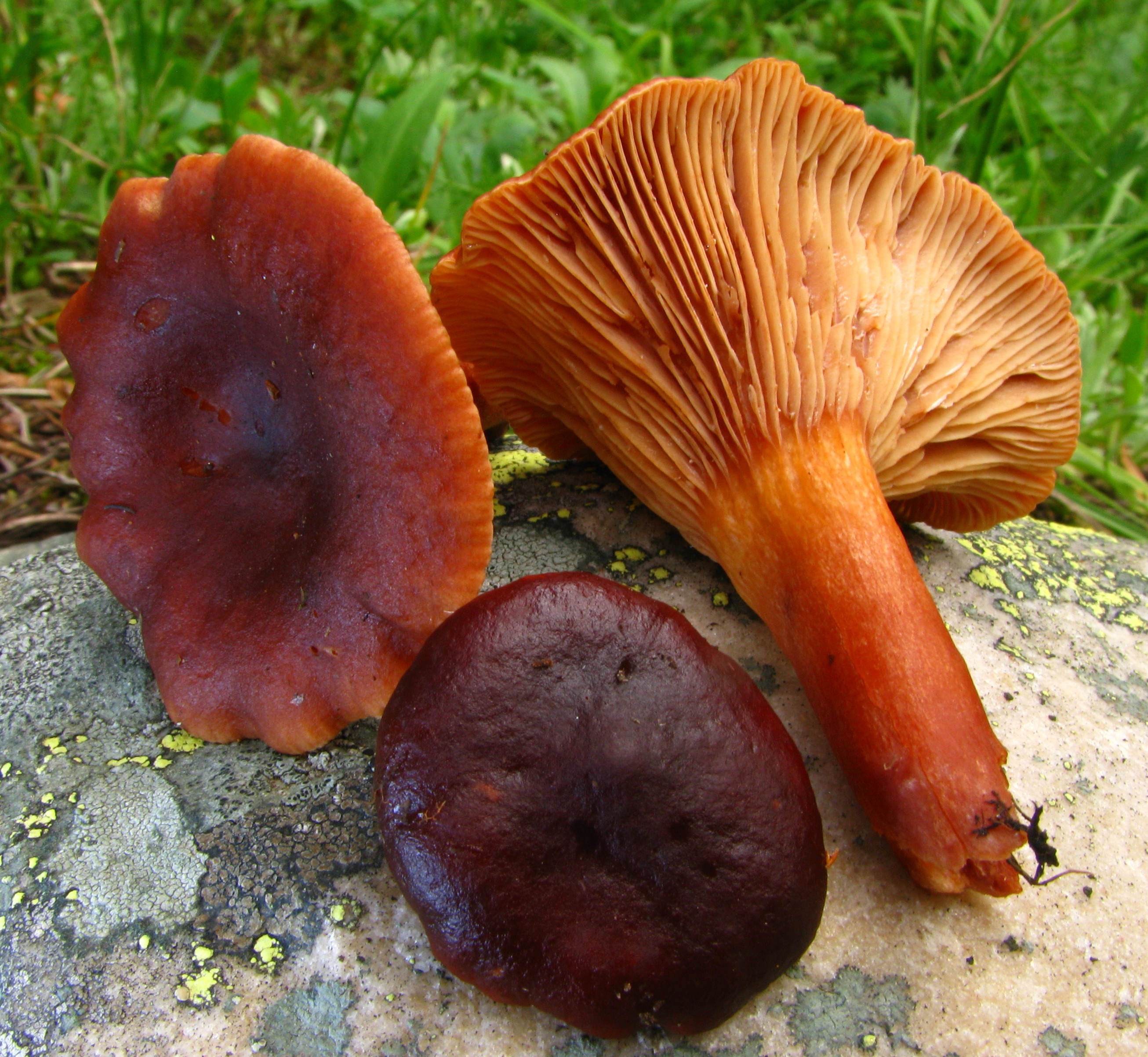

Mleczaj brązowy (Lactarius badiosanguineus Kühner & Romagn.) – gatunek grzybów należący do rodziny gołąbkowatych (Russulaceae).

## Systematyka i nazewnictwo
Pozycja w klasyfikacji według Index Fungorum: Lactarius, Russulaceae, Russulales, Incertae sedis, Agaricomycetes, Agaricomycotina, Basidiomycota, Fungi.
Po raz pierwszy opisali go w 1954 r. Robert Kühner i Henri Charles Louis Romagnesi. Polską nazwę nadała Alina Skirgiełło w 1988 r.

## Morfologia
Kapelusz
Średnica 3–7 cm, początkowo stożkowato-dzwonkowaty z podwiniętym brzegiem, potem płaskołukowaty ze spiczastym garbkiem i żłobionym, pofałdowanym brzegiem. Powierzchnia gładka, początkowo intensywnie czerwonobrązowa z ciemniejszym środkiem, potem purpurowa, pomarańczowoczerwona lub czerwonobrązowa, w stanie wilgotnym nieco śliska.
Hymenofor
Blaszkowy, blaszki gęste, w stanie dojrzałym zbiegające na trzon, początkowo jasnoochrowe, potem ochrowoczerwonawe do rudoochrowych, czasem z ciemniejszymi cętkami. Mleczko wydziela się dość słabo, jest białe lub wodnisto białe, po upływie około 2 min żółknie.
Trzon
Wysokość 4–6 cm, grubość 0,4–0,8 cm, walcowaty, czasem podłużnie spłaszczony, u podstawy nieco cieńszy. Powierzchnia brązowoczerwonawa do pomarańczowobrązowej, górą jaśniejsza.
Miąższ
Pod skórką czerwonawobrązowawy, głębiej jaśniejszy, u podstawy trzonu ciemniejszy. Ma słaby zapach pluskwiaków, w smaku jest łagodny lub gorzkawy.
Cechy mikroskopowe
Zarodniki owalne, 7–8,5 × 6–7,5 µm, o powierzchni pokrytej wyraźnymi brodawkami połączonymi listewkami, wskutek czego tworzy się siateczkowata ornamentacja. Podstawki 36–42 × 10–11 µm. Cheilocystydy nieliczne, wrzecionowate, wąskie, 30–45 × 6-10 µm lub 40–60 × 6-7.
Gatunki podobne
Mleczaj rudy (Lactarius rufus) jest większy, ma kapelusz bez żłobionego brzegu, trzon jasnoczerwonawobrązowy i jego mleczko na powietrzu nie żółknie. Mleczaj wątrobowy (Lactarius hepaticus) ma więcej czerwonych odcieni na kapeluszu, wyraźnie tłustą powierzchnię i występuje pod sosnami.

## Występowanie i siedlisko
Znany jest w Europie, Ameryce Północnej i Azji. W Polsce W. Wojewoda w 2003 r. przytoczył tylko trzy jego stanowiska z uwagą, że jego częstość występowania i stopień zagrożenia nie są znane, w późniejszych latach podano następne.
Naziemny grzyb mykoryzowy. Rośnie w lasach iglastych, zwłaszcza pod świerkami, głównie w lasach górskich.
Grzyb niejadalny.